# Орьоль (Буш-дю-Рон)
Орьоль (фр. Auriol) — коммуна на юго-востоке Франции в регионе Прованс — Альпы — Лазурный Берег, департамент Буш-дю-Рон, округ Марсель, кантон Аллош.
Площадь коммуны — 44,64 км², население — 11 442 человека (2006) с тенденцией к росту: 11 621 человек (2012), плотность населения — 260,3 чел/км².

## Население
Население коммуны в 2011 году составляло 11 886 человек, а в 2012 году — 11 621 человек.
| 1962 | 1968 | 1975 | 1982 | 1990 | 1999 | 2006  | 2011  | 2012  |
| ---- | ---- | ---- | ---- | ---- | ---- | ----- | ----- | ----- |
| 2741 | 3000 | 3278 | 5222 | 6788 | 9458 | 11442 | 11886 | 11621 |

Динамика населения:

## Экономика
В 2010 году из 7945 человек трудоспособного возраста (от 15 до 64 лет) 5742 были экономически активными, 2203 — неактивными (показатель активности 72,3 %, в 1999 году — 69,4 %). Из 5742 активных трудоспособных жителей работали 5124 человека (2694 мужчины и 2430 женщин), 618 числились безработными (312 мужчин и 306 женщин). Среди 2203 трудоспособных неактивных граждан 813 были учениками либо студентами, 643 — пенсионерами, а ещё 747 — были неактивны в силу других причин.
На протяжении 2010 года в коммуне числилось 4489 облагаемых налогом домохозяйств, в которых проживало 10 888,5 человек. При этом медиана доходов составила 22 тысячи 031 евро на одного налогоплательщика.